# Chirothrips meridionalis
Chirothrips meridionalis är en insektsart som beskrevs av Bagnall 1927. Chirothrips meridionalis ingår i släktet Chirothrips och familjen smaltripsar. Inga underarter finns listade i Catalogue of Life.